# جان اشتیربا
جان اشتیربا (انگلیسی: Jan Štěrba؛ زادهٔ ۱ ژوئن ۱۹۸۱) قایقران کایاک، و قایقران اهل جمهوری چک است.